# Área de protección de flora y fauna Cuatrociénegas
El Área de Protección de la Flora y Fauna Cuatro Ciénegas se ubica en la parte central del estado de Coahuila. Cuenta con una superficie aproximada de 84,347-47-00 ha, y se localiza entre las coordenadas 26°45′0″ y 27°0′0″ Latitud Norte; 101°48′49″ y 102°17′53″ Longitud Oeste, es un terreno casi plano, la totalidad del área protegida se encuentra en la cota de los 700 m s. n. m., pues antes estaba en peligro.
Forma parte del municipio de Cuatrociénegas de Carranza, Coahuila, que cuenta con una población de 13,465 habitantes (Secretaría de Salubridad y Asistencia, 1999).
El APFF ocupa más de 84 mil hectáreas del piso de un valle, que incluye ambientes acuáticos representados por manantiales conocidos localmente como pozas. También se encuentran arroyos permanentes y áreas inundadas donde se concentra el agua de los manantiales, conocidas localmente como lagunas. 

## Decreto
Se decretó como sitio natural protegida en la categoría de Área de Protección de Flora y Fauna. El decreto se publicó en el Diario Oficial de la Federación el 7 de noviembre de 1994. En 1997 la Secretaría de Medio Ambiente, Recursos Naturales y Pesca (SEMARNAP) asignó recursos para la plantilla básica de personal que está compuesta por un Director, un Coordinador, dos Jefes de Proyecto y un Asistente Administrativo. De manera adicional han apoyado el equipamiento y los gastos de operación. Desde entonces, se ha logrado mantener presencia permanente de personal capacitado en el área disminuyendo significativamente los impactos y amenazas en los recursos naturales. Además se conformó el Consejo Técnico Asesor (CTA) del APFF Cuatrociénegas, integrado por los representantes de los sectores gubernamentales a nivel federal, estatal y municipal, académico, organismos no gubernamentales y representantes de los ejidos y propiedad privada. El objetivo del CTA es analizar temas relacionados con el área y asesorar al Director para resolver la problemática ambiental, así como proponer esquemas de conservación aplicables a la región.

## Importancia del sitio
El valle de Cuatrociénegas es considerado el humedal más importante dentro del desierto de Coahuila y uno de los humedales más importantes en México. A nivel internacional, está clasificado como un sitio RAMSAR, por lo que se considera como un humedal prioritario en el mundo. La Comisión Nacional para el Conocimiento y Uso de la Biodiversidad lo incluye entre los sitios prioritarios para la conservación.
También dentro de la regionalización de Ecorregiones Prioritarias para la Conservación, elaboradas por el Fondo Mundial para la Naturaleza (WWF), Cuatrociénegas está considerado como un sitio importante dentro de la Ecorregión Desierto Chihuahuense. En este valle subsisten una gran cantidad de especies endémicas, que son la justificación más importante del decreto.
El decreto que protege a Cuatrociénegas es el resultado de una serie de peticiones elevadas al Gobierno Federal por parte de organismos no gubernamentales, centros de estudio e investigación, manejadores de áreas protegidas e instituciones internacionales, que por más de 30 años han estudiado y reconocido la importancia del sitio, los cuales a través de diferentes instancias como foros académicos y reuniones internacionales, han hecho saber a la comunidad internacional el valor y fragilidad del sitio.
La mayor parte de los estudios científicos se han encaminado a conocer la fauna asociada a los ambientes acuáticos y subacuáticos, esto se debe a que desde las primeras excursiones científicas, los colectores se dieron cuenta de la riqueza de endemismos del lugar. Aunque los peces han sido los más estudiados, la riqueza de invertebrados descubiertos, ha incrementado la lista de endemismos y, por otra parte, la presencia de formaciones de estromatolitos en diferentes puntos del Valle, condición poco común en agua dulce, han dado como resultado que un gran número de especialistas encuentren el sitio idóneo para realizar sus investigaciones.
El Área Protegida ocupa 84,347-47-00 ha del piso de un valle, que incluye ambientes acuáticos representados por manantiales conocidos localmente como pozas. También se encuentran arroyos permanentes y áreas inundadas donde se concentra el agua de los manantiales, conocidas localmente como lagunas. El sistema hidrológico superficial se mantuvo aislado, debido a que el valle forma una cuenca cerrada. Sin embargo, para fines de aprovechamiento del agua fue interconectada artificialmente por medio de canales con los municipios de Lamadrid y Sacramento ubicados al oriente de Cuatrociénegas.
Además cuenta con otros recursos relevantes, como son los afloramientos de yeso, que en algunas partes se presentan como campos de dunas, las cuales son las segundas en extensión en América donde se localizan algunas especies gypsófilas endémicas del sitio. También hay áreas con suelos extremadamente salinos que en algunas partes están cubiertos por matorral o pastizal y otros sin vegetación aparente.

## Historia

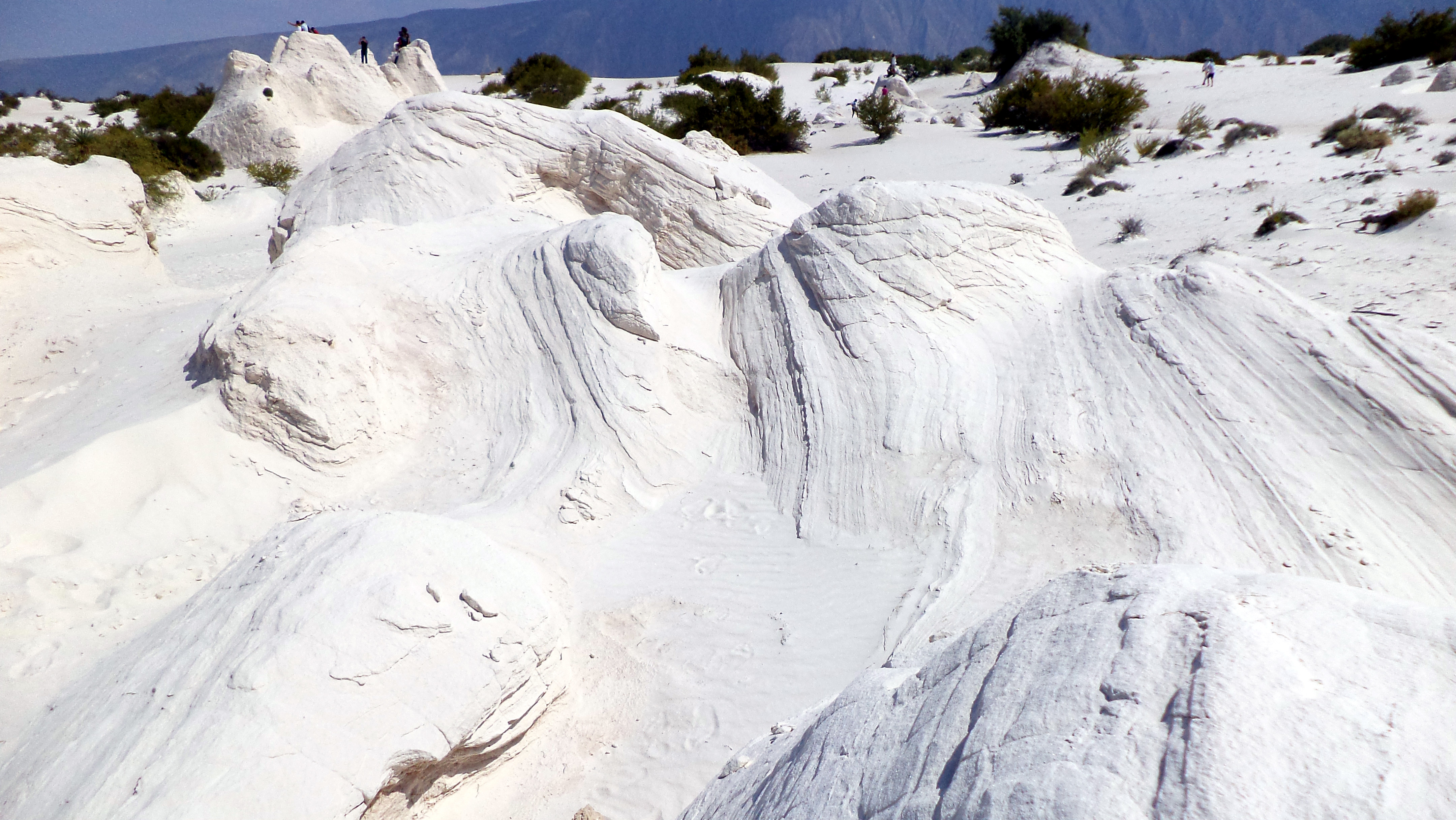
Vista de la zona turística de las dunas de yeso

Es considerada como un oasis desde el punto de vista antropológico, fue visitada por grupos nómadas de manera continua desde antes de la llegada de los españoles. En el piso del valle como en las montañas aledañas han sido encontrados escasos artefactos como puntas de flecha y lanza, que utilizaban los antiguos habitantes. En algunas cuevas existen restos de entierros, la mayoría de ellos han sido saqueados y en distintos sitios sobre las rocas pueden encontrarse petroglifos y pinturas rupestres.
Después de la conquista, cuando los españoles iniciaron la colonización de lo que ahora es el norte de México, desde 1598, se hicieron varios intentos para colonizar el área, incluida la instalación de sitios ganaderos y misiones. Sin embargo, la ocupación fue muy irregular debido a las constantes incursiones de los indios que destruían la incipiente población. Fue hasta 1800 cuando fue fundada la Villa de Cuatrociénegas, que actualmente es una ciudad y cabecera del municipio del mismo nombre. El desarrollo del valle se basó en la agricultura que se realizaba principalmente en los alrededores de la villa y posteriormente al oriente del valle en las haciendas de San Juan, La Vega y San Pablo, áreas donde los suelos y la calidad del agua permiten esta actividad. Sin embargo, por su posición geográfica y las escasas vías de comunicación, se convirtió en un centro comercial y de intercambio entre el noroeste del estado y otras comunidades más importantes como Monclova, Saltillo y Torreón. Fue y sigue siendo un importante centro de acopio para ganado, minerales y productos como la candelilla y el guayule.

## Desecación de Cuatrociénegas
Después del reparto agrario, se formaron varios ejidos, de los cuales once tienen propiedad dentro del área protegida y también muchas de las propiedades privadas fueron fraccionadas, lo que da como resultado un mosaico complejo en cuanto a tenencia de la tierra. Las actividades que ahí se realizan siguen siendo básicamente las agrícolas, aunque los cultivos han cambiado a través del tiempo debido a procesos de salinización. También se practican la ganadería extensiva, el aprovechamiento de madera para leña y la extracción de sales, especialmente de magnesio. Además, se explota el yeso en los límites del área y desde 1996 se canceló definitivamente la extracción de yeso de las dunas, ubicadas en el ejido Seis de Enero.[cita requerida]
Científicos que investigan la cuenca y residentes locales afirman que han observado descargas reducidas y disminución en el agua superficial en Cuatrociénegas, en años recientes. Algunos han responsabilizado a la agricultura en gran escala que se practica desde hace veinte años en los valles cercanos, cuyos mantos acuíferos se conectan de forma comprobada con el de Cuatrociénegas.
La extracción de candelilla se practica principalmente en las inmediaciones del área sobre las bajadas de la sierra y se procesa en los centros de población. Las actividades recreativas dentro del área eran practicadas básicamente por los lugareños y sus familias, pero a últimas fechas, se han promovido actividades como el campismo y la natación, que se realizan en diferentes sitios, con lo que se ha incrementado el número de visitantes.[cita requerida]
Como resultado de la exportación del agua fuera del valle y su uso dentro del mismo, se provocaron serios disturbios, como son la interconexión artificial de los manantiales, la disminución de las áreas inundadas dentro del valle y cambios en los niveles de agua en muchas de las pozas. Los cambios en las poblaciones de los organismos que viven en los ambientes acuáticos no han sido cuantificados, por lo que se desconoce el nivel de pérdida. En el caso de las dunas de yeso, conocidas localmente como arenales, la remoción de la cubierta vegetal en las áreas de explotación ha registrado cambios importantes y una de las especies endémicas descritas, no ha sido posible encontrarla nuevamente.[cita requerida]
Valeria Souza, profesora e investigadora de ecología de la Universidad Nacional Autónoma de México, descubrió, sobre la base de estudios genéticos de microbios en Cuatrociénegas y en los valles adyacentes, que el acuífero se extiende mucho más allá de Cuatrociénegas e incluye los valles cercanos. Estos resultados se publicaron en los Proceedings of the National Academy of Sciences, en abril del 2006.[cita requerida] Respecto a la causa de la desecación de lagos y ríos, Souza menciona: "De forma similar a situaciones que ocurren cada vez con más frecuencia en regiones áridas del mundo, el desarrollo agrícola y la extracción de agua en la región han colocado nuevas presiones en la integridad ecológica de los ecosistemas únicos de Cuatro Ciénegas."[cita requerida]
El investigador hidrogeólogo Brad Wolaver, de la Universidad de Texas, en Austin, ahora en Flinders University, Australia, también descubrió evidencia de que el acuífero que suministra el agua que emerge en la superficie de Cuatrociénegas se extiende mucho más allá de este valle y que, por tanto, es impactado por la extracción de agua en los valles aledaños.[cita requerida]
En relación con estos cambios, la Laguna de Churince, el cuerpo de agua más grande de la región, se secó totalmente en los últimos cinco años. En la actualidad, solo queda el fondo rocoso y seco de la antigua laguna. Sus comunidades de microorganismos cámbricos, adaptados a condiciones ambientales similares a las de hace 600 millones de años, han desaparecido completamente. La mayoría de los cuerpos de agua, manantiales, ríos y estanques de Cuatrociénegas han experimentado drásticas reducciones en sus caudales, en los últimos años.[cita requerida]

## Características físicas

### Clima
En los terrenos de las extensas llanuras al oeste del estado de Coahuila y algunas en la parte central, se presentan climas muy secos, semicálidos, con lluvias predominantemente en verano con temperaturas altas e inviernos frescos. El Instituto Nacional de Estadística, Geografía e Informática (1988) considera, para esta región, un clima muy seco semicálido, con muy bajo porcentaje de lluvias invernales. Se caracteriza por una fuerte variación en su temperatura, las escasas precipitaciones pluviales que predominan anualmente varían entre 100 y 440 mm, se presentan en su gran mayoría en verano, manifestándose en escasos aguaceros y es relativamente común la condición de sequía. La media mensual más alta llega a rebasar los 30 °C, y la mínima es menor a los 12 °C. Es común, en este tipo de climas muy secos continentales, que la precipitación en un año pueda variar mucho respecto a las que se anotan como promedio. Así, hay años muy secos y otros bastante húmedos, en donde prevalecen los primeros.[cita requerida]

### Fisiografía
Fisiográficamente forma parte de la provincia de la Sierra Madre Oriental y dentro de esta a la Subprovincia denominada Sierras y Llanuras Coahuilenses. En esta Subprovincia predominan sierras de roca caliza de origen Mesozoico y de origen sedimentario marino, que fueron sometidas a esfuerzos corticales de tensión y compresión, y dieron origen a levantamientos serranos abruptos compuestos de rocas calizas, que se alternan con valles intermontanos orientadas de noroeste a sureste, en su mayoría escarpadas y más bien pequeñas. 

### Hidrología

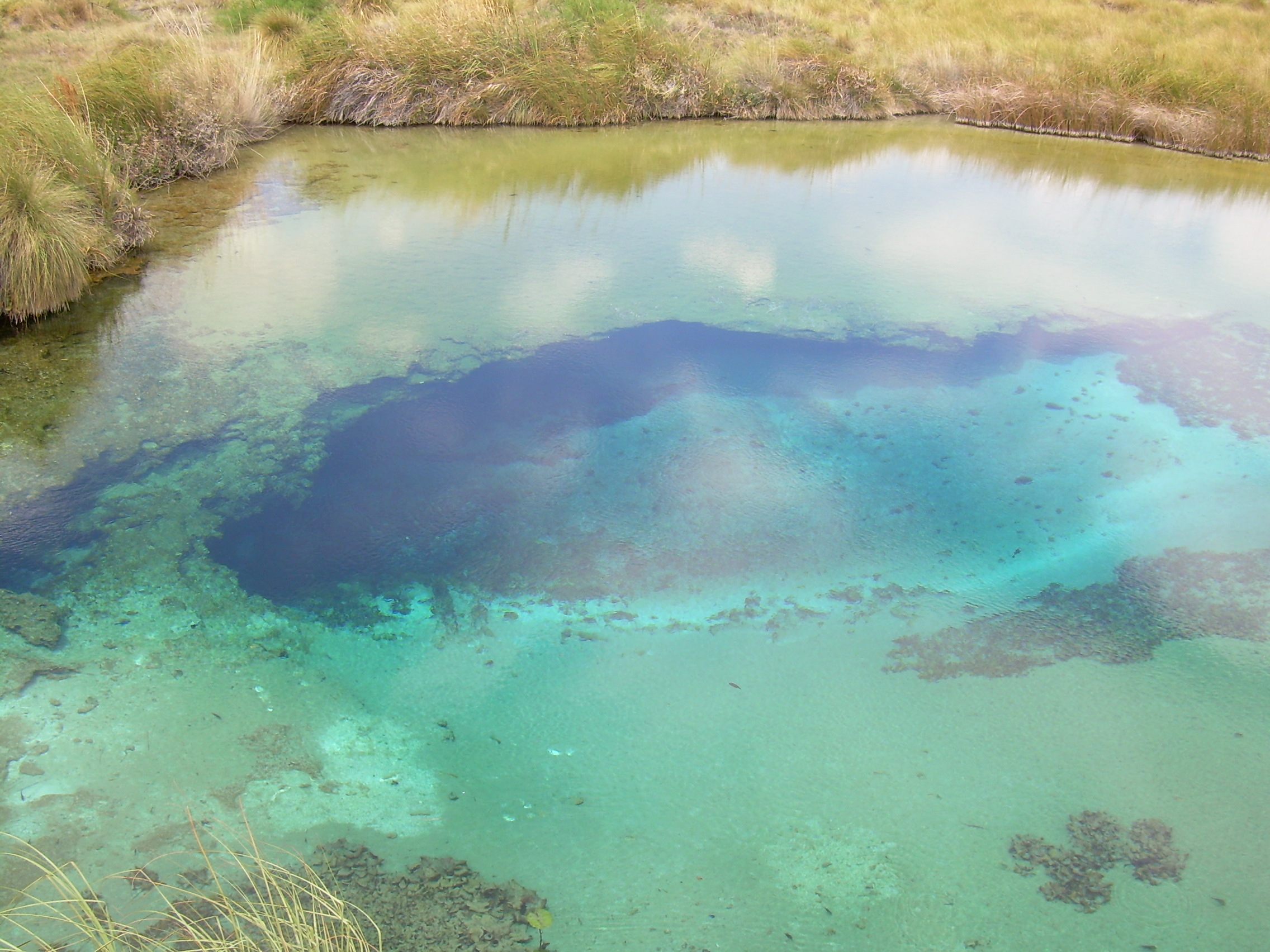
Poza Azul, en Cuatrociénegas.

El Valle de Cuatrociénegas es parte de la Región Hidrológica Bravo-Conchos, dentro de la Cuenca Presa Falcón-Río Salado, y corresponde a la Subcuenca Río Salado-Nadadores. Así mismo, el valle se encuentra dentro de la zona geohidrológica llamada Cuatrociénegas-San Miguel, en la cual se han identificado dos fuentes de agua subterráneas. En el valle, existen numerosos cuerpos de agua conocidos localmente como pozas, los cuales brotan de manantiales; sus diámetros van desde menos de un metro hasta más de cien, y las profundidades de los mismos van desde 50 cm hasta 18 metros; algunas de las pozas están comunicadas natural o artificialmente entre sí por un complicado sistema de drenaje.[cita requerida]
Originalmente, el valle formaba una cuenca cerrada, por lo que es posible que se formaran en la parte más baja pantanos y áreas inundadas someras. En las cartas topográficas de 1964, todavía es posible distinguir algunas de esas áreas. Es en 1987 cuando se exporta por primera vez agua del Valle de Cuatrociénegas con propósitos agrícolas. La canalización de algunos de los manantiales de mayor producción de agua ha disminuido las áreas pantanosas y ha modificado el patrón de inundación del valle.[cita requerida]

### Suelos
En la subprovincia de las sierras y llanuras coahuilenses, dominan los litosoles, de color pardo y textura media, asociados a otros suelos (rendzinas), más profundos y oscuros, que subyacen a material calcáreo y que se ubican en las regiones más altas. También, se encuentran a los litosoles asociados con regosoles calcáreos.[cita requerida]
Por su origen, los suelos en su mayoría presentan gran cantidad de sales disueltas del tipo carbonatos, sulfatos y yesos (presentan por lo menos de 8 a 10 milímetros de salinidad). Estas sales, además del suelo, se encuentran en solución en las pozas de la región y en forma de sales cíclicas que son transportadas por el viento.[cita requerida]

### Geología

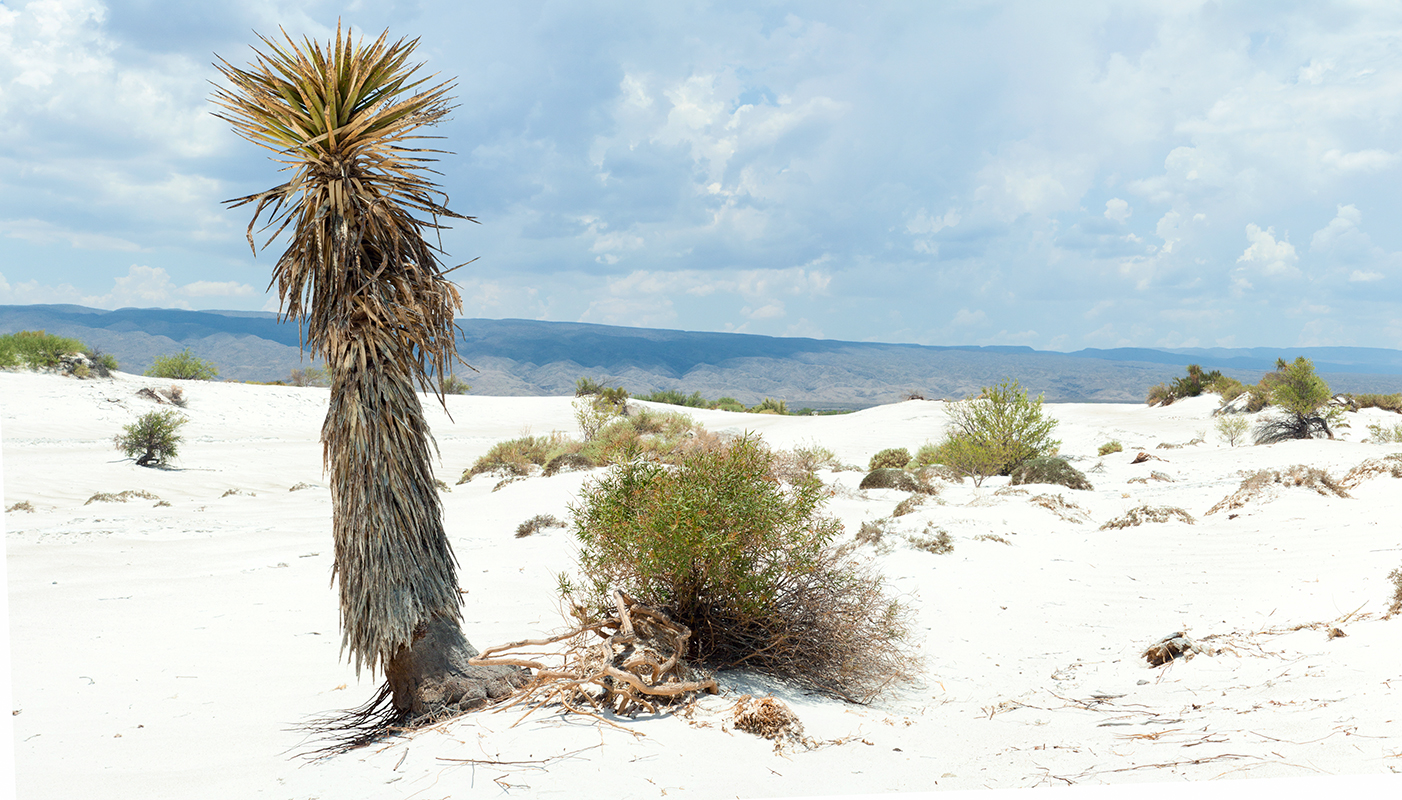
Las dunas de yeso, en Cuatrociénegas.

El Área de Protección de Flora y Fauna Cuatrociénegas está en el límite entre dos provincias geológicas: el Golfo de Sabinas y la Plataforma de Coahuila, donde la Sierra La Fragua sirve como parteaguas. El valle está rodeado por altas montañas, resultado de plegamientos; algunos de ellos, especialmente la Sierra de San Marcos y Pinos, presentan una gran cantidad de fracturas, que posiblemente sean las que permitan la recarga de los manantiales. El agua de la lluvia atraviesa la formación La Peña, hasta llegar a la formación Cupido. Existen fracturas en el material arcilloso que contribuyen a que el agua tienda a salir.[cita requerida]

## Características bióticas
De acuerdo al Sistema Nacional de Información sobre Biodiversidad de la Comisión Nacional para el Conocimiento y Uso de la Biodiversidad (CONABIO) en el Área de Protección de Flora y Fauna Cuatrociénegas habitan más de 1,250 especies de plantas y animales de las cuales 90 se encuentra dentro de alguna categoría de riesgo de la Norma Oficial Mexicana NOM-059  y 37 son exóticas,
La combinación de aislamiento y condiciones extremas de sequedad, humedad salinidad y la presencia de suelos yesosos hacen que el Valle de Cuatrociénegas presente un mosaico de oportunidades para el desarrollo de formas endémicas. A partir del estudio biológico del valle por E. E. Marsh en 1939, y a raíz del descubrimiento algas en la concha de una tortuga normalmente de bosque se inicia el reconocimiento de la gran riqueza biológica de especies endémicas y/o relictas (Anexo I).

### Fauna
La fauna de la región de Cuatrociénegas es quizá una de las más estudiadas en las zonas áridas de México. El interés surge del elevado número de taxas endémicos de la región. Algunos de los grupos más estudiados son:
- Carcinofauna. En cuanto a la diversidad de crustáceos, incluye la presencia de 12 especies, de las cuales seis son endémicas y otras cuatro aún están pendientes de definir su nivel específico.[cita requerida]
- Malacofauna. La descripción de los moluscos reporta siete familias de moluscos acuáticos, de los cuales la familia mejor representada es la Hidrobidae, la cual cuenta con 10 especies endémicas.[cita requerida]
- Ictiofauna. Es el componente de fauna más conspicuo en cuanto a diversidad y endemismo, con un total de 16 especies, nueve de ellas endémicas, lo que es inusual para una zona árida. La heterogeneidad ambiental del sistema hidrológico ha permitido la presencia de importantes grupos de peces.[cita requerida]
- Herpetofauna. De las 67 especies registradas por Mac Coy, al menos seis son endémicas, y dos de ellas, Apolone ater y Trachemys taylori, ocupan hábitats acuáticos. Las especies Terrapene coahuila y Scincella kikaapoa se presentan en hábitats semiacuáticos. Gerrhonotus lugoi y Cnemidophorus scalaris se distribuyen en hábitats desérticos (Mc-Coy, 1984; García Vázquez et al., 2010).
- Ornitofauna. La avifauna de la región aparentemente no tiene una gran diversidad, pues solo se tiene el registro de 61 taxas, y se desconoce cuáles son migratorias, cuáles residentes o si constituyen algunas formas endémicas.[cita requerida]
- Mastofauna. Las poblaciones de mamíferos en el valle de Cuatrociénegas no se han analizado con detalle, pues solo se encuentran referencias en trabajos generales, por lo que hacen falta estudios de campo para tener un panorama más preciso.[cita requerida]

#### Vegetación
En el Área de Protección de Flora y Fauna Cuatrociénegas, la vegetación se encuentra repartida entre pastizal halófilo y vegetación acuática, en el piso de la cuenca; en las dunas de yeso, se albergan especies endémicas de plantas gypsófilas, y también matorral xerófilo y matorral submontano, en las partes más elevadas.[cita requerida]
En el valle, se encuentran por lo menos 837 especies de plantas vasculares, y se reportan 23 taxis endémicos. Por efecto de su clima y suelos, presenta, al igual que la mayor parte del estado, asociaciones vegetales características del desierto chihuahuense, las cuales se describen a continuación, de acuerdo a Pinkava (1984):
- matorral desértico rosetófilo
- matorral desértico microfilo
- matorral desértico de transición
- vegetación halófita
- vegetación gypsófila
- áreas sin vegetación aparente
- vegetación acuática y semiacuática
- cactáceas

## Atractivos turísticos

#### Poza Azul
La poza azul es reconocida  a nivel internacional por su importancia biológica. Aquí se encuentra un vestigio de una estructura formadora de estromatolitos de agua dulce; en el cual se han mantenido las características primitivas esenciales que dieron lugar a la vida hace millones de años.
La temperatura promedio de la poza es de 32 °C, con una profundidad de 5 m. Algunos de los peces que habitan en ella son:
- Mojarra de Cuatro Ciénegas
- Lisa
- Tripoleta
- Cachorrito de Cuatro Ciénegas.

#### Dunas de yeso
Las dunas de yeso se forman gracias a un proceso geológico el cual se origina por procesos de disolución y erosión, formando granos de arena. Una vez formados, éstos son depositados en una parte del valle de aproximadamente 200 hectáreas. Las dunas o arenles se mueven lentamente por acción del viento, cubriendo en ocasiones plantas que se encuentran a su paso. Es por ello que en esta área la vegetación es escasa, predominando elementos como yucas, sotoles y mezquites. 
La extensión aproximada del área de las dunas de yeso es de 800 hectáreas. Estas dunas son especiales por su gran extensión y pureza, tanto en México como en Norteamérica.

#### Río Mezquites
También conocido como Parque Aruna, el río Mezquites es un río en el que se puede nadar, bucear o hacer recorridos en kayak.